# Modelo Beneish
El modelo Beneish conocido como Beneish M-Score en inglés, es un modelo estadístico que utiliza ratios financieros, calculados con la información contable de una compañía especifica, con el objetivo de comprobar la posibilidad (con una alta probabilidad) de que los ingresos de la compañía hayan sido manipulados. Es un modelo que puntúa la posibilidad de fraude en el detalle contable de los ingresos.
Esta fórmula fue creada por el catedrático de contabilidad, Messod Daniel Beneish, de la escuela de negocios de la  Universidad de Indiana, la The Kelley School of Business.

## Bases de cálculo
La puntuación del modelo se basa utilizando 8 ratios financieros. A continuación listados en inglés:

### Variables (financial ratios)[5][6]
- Days Sales in Receivables Index

(DSRI)  DSRI = (Net Receivablest / Salest) / Net Receivablest-1 / Salest-1)
- Gross Margin Index (GMI)

GMI = [(Salest-1 - COGSt-1) / Salest-1] / [(Salest - COGSt) / Salest]
- Asset Quality Index (AQI)

AQI = [1 - (Current Assetst + PP&Et + Securitiest) / Total Assetst] / [1 - ((Current Assetst-1 + PP&Et-1 + Securitiest-1) / Total Assetst-1)]
- Sales Growth Index (SGI)

SGI = Salest / Salest-1
- Depreciation Index (DEPI)

DEPI = (Depreciationt-1/ (PP&Et-1 + Depreciationt-1)) / (Depreciationt / (PP&Et + Depreciationt))
- Sales General and Administrative Expenses Index (SGAI)

SGAI = (SG&A Expenset / Salest) / (SG&A Expenset-1 / Salest-1)
- Leverage Index (LVGI)

LVGI = [(Current Liabilitiest + Total Long Term Debtt) / Total Assetst] / [(Current Liabilitiest-1 + Total Long Term Debtt-1) / Total Assetst-1]
- Total Accruals to Total Assets (TATA)

TATA = (Income from Continuing Operationst - Cash Flows from Operationst) / Total Assetst

### Formula
M-Score = −4.84 + 0.92 × DSRI + 0.528 × GMI + 0.404 × AQI + 0.892 × SGI + 0.115 × DEPI −0.172 × SGAI + 4.679 × TATA − 0.327 × LVGI

## Interpretación
Si el M-Score obtiene una puntuación menor de -2.22 - la compañía es improbable que haya manipulado sus resultados.
Si el M-Score es mayor de -2.22 - la compañía es probable que haya manipulado los resultados.

## Aspectos a tener en consideración
- El modelo Beneish es un modelo probabilista, con lo que no puede detectar compañías que manipulen sus resultados con una precisión del 100%.
- No es aplicable a instituciones financieras, dadas las particularidades de estas, el modelo puede provocar interpretaciones erróneas.

## Ejemplo de una aplicación exitosa
Enron fue correctamente identificada como manipuladora de sus ingresos por estudiantes de la Universidad Cornell utilizando este modelo. Es de destacar que incluso el consenso de analistas de Wall Street mantenían la recomendación de compra.